# Laqsabi Tagoust
Laqsabi Tagoust  (in arabo لقصابي تاكوست‎?) è un centro abitato e comune rurale del Marocco situato nella provincia di Guelmim, regione di Guelmim-Oued Noun. Conta una popolazione di 2 413 abitanti (censimento 2014).